# A Magnum (1980) epizódjainak listája
Ez a cikk a Magnum című filmsorozat epizódjait listázza.

## Évados áttekintés
| Évad | Évad | Epizódok | Eredeti sugárzás     | Eredeti sugárzás  | Eredeti adó |
| Évad | Évad | Epizódok | Évadpremier          | Évadfinálé        | Eredeti adó |
| ---- | ---- | -------- | -------------------- | ----------------- | ----------- |
|      | 1    | 18       | 1980. december 11.   | 1981. április 16. | CBS         |
|      | 2    | 22       | 1981. október 8.     | 1982. április 1.  | CBS         |
|      | 3    | 23       | 1982. szeptember 30. | 1983. április 28. | CBS         |
|      | 4    | 21       | 1983. szeptember 29. | 1984. május 3.    | CBS         |
|      | 5    | 22       | 1984. szeptember 27. | 1985. április 4.  | CBS         |
|      | 6    | 21       | 1985. szeptember 26. | 1986. április 10. | CBS         |
|      | 7    | 22       | 1986. október 1.     | 1987. április 15. | CBS         |
|      | 8    | 13       | 1987. október 7.     | 1988. május 1.    | CBS         |

## 1. évad (1980-1981)
| Sor. | Év. | Cím                                                                             | Rendező              | Író                                                                        | Premier            |
| ---- | --- | ------------------------------------------------------------------------------- | -------------------- | -------------------------------------------------------------------------- | ------------------ |
| 1.   | 1.  | Akik túlélték a háborút 1. rész (Don't Eat the Snow in Hawaii Part 1)           | Roger Young          | Donald P. Bellisario és Glen A. Larson                                     | 1980. december 11. |
| 2.   | 2.  | Akik túlélték a háborút 2. rész (Don't Eat the Snow in Hawaii Part 2)           | Roger Young          | Donald P. Bellisario és Glen A. Larson                                     | 1980. december 11. |
| 3.   | 3.  | Sose játssz egy kínai babával (China Doll)                                      | Donald P. Bellisario | Donald P. Bellisario                                                       | 1980. december 18. |
| 4.   | 4.  | Öt kislány keres egy nagylányt (Thank Heaven for Little Girls and Big Ones Too) | Bruce Seth Green     | Babs Greyhosky                                                             | 1980. december 25. |
| 5.   | 5.  | Nem kell tudni (No Need to Know)                                                | Lawrence Doheny      | Frank Lupo                                                                 | 1981. január 8.    |
| 6.   | 6.  | Fejlövés (Skin Deep)                                                            | Lawrence Doheny      | Donald P. Bellisario                                                       | 1981. január 15.   |
| 7.   | 7.  | Nem voltak kis halak (Never Again...Never Again)                                | Robert Loggia        | Történet: Jim Carlson és Terrence McDonnell Tévéjáték: Babs Greyhosky      | 1981. január 22.   |
| 8.   | 8.  | Kutya se érti (The Ugliest Dog in Hawaii)                                       | Lawrence Doheny      | Allan Cole és Chris Bunch és Frank Lupo                                    | 1981. január 29.   |
| 9.   | 9.  | Akció közben eltűnt (Missing in Action)                                         | Robert Loggia        | Történet: Craig Buck Tévéjáték: Craig Buck és Ken Pettus                   | 1981. február 5.   |
| 10.  | 10. | Negyven év után (Lest We Forget)                                                | Lawrence Doheny      | Donald P. Bellisario                                                       | 1981. február 12.  |
| 11.  | 11. | A kahuna átka (The Curse of the King Kamehameha Club)                           | Winrich Kolbe        | Babs Greyhosky                                                             | 1981. február 19.  |
| 12.  | 12. | Nem könnyű a barátság (Thicker Than Blood)                                      | Lawrence Doheny      | Donald P. Bellisario                                                       | 1981. február 26.  |
| 13.  | 13. | Minden út Floydhoz vezet (All Roads Lead to Floyd)                              | Ron Satlof           | Történet: Rogers Turrentine Tévéjáték: Rogers Turrentine és Babs Greyhosky | 1981. március 12.  |
| 14.  | 14. | Adelaide (Adelaide)                                                             | Lawrence Doheny      | Robert Hamilton                                                            | 1981. március 19.  |
| 15.  | 15. | Sose hagyj el (Don't Say Goodbye)                                               | Winrich Kolbe        | Történet: T.J. Miles Tévéjáték: T.J. Miles és Babs Greyhosky               | 1981. március 26.  |
| 16.  | 16. | Fekete Orchidea (The Black Orchid)                                              | Ray Austin           | Robert Hamilton                                                            | 1981. április 2.   |
| 17.  | 17. | Dózer Doyle (J. "Digger" Doyle)                                                 | Winrich Kolbe        | Donald P. Bellisario                                                       | 1981. április 9.   |
| 18.  | 18. | A szépség nem ismer kínt (Beauty Knows No Pain)                                 | Ray Austin           | Robert Hamilton                                                            | 1981. április 16.  |

## 2. évad (1981-1982)
| Sor. | Év. | Cím                                                           | Rendező              | Író | Premier            |
| ---- | --- | ------------------------------------------------------------- | -------------------- | --- | ------------------ |
| 19.  | 1.  | Billy Joe Bob (Billy Joe Bob)                                 | Ray Austin           | Jeff Wilhelm | 1981. október 8.   |
| 20.  | 2.  | Kincskeresők (Dead Man's Channel)                             | Ray Austin           | Diane Frolov | 1981. október 15.  |
| 21.  | 3.  | Nő a tengerparton (The Woman on the Beach)                    | Donald P. Bellisario | Andrew Schneider | 1981. október 22.  |
| 22.  | 4.  | Nagy stratégák (From Moscow to Maui)                          | Michael Vejar        | Andrew Schneider | 1981. október 29.  |
| 23.  | 5.  | Az emlékek örökké élnek 1. rész (Memories Are Forever Part 1) | Ray Austin           | Donald P. Bellisario | 1981. november 5.  |
| 24.  | 6.  | Az emlékek örökké élnek 2. rész (Memories Are Forever Part 2) | Ray Austin           | Donald P. Bellisario | 1981. november 5.  |
| 25.  | 7.  | Trópusi őrület (Tropical Madness)                             | Lawrence Doheny      | Robert Hamilton | 1981. november 12. |
| 26.  | 8.  | Ints búcsút (Wave Goodbye)                                    | Sidney Hayers        | Reuben Leder | 1981. november 19. |
| 27.  | 9.  | Őrült Buck Gibson (Mad Buck Gibson)                           | Winrich Kolbe        | Robert Hamilton | 1981. november 26. |
| 28.  | 10. | Emberrablás (The Taking of Dick McWilliams)                   | Winrich Kolbe        | Diane Frolov | 1981. december 3.  |
| 29.  | 11. | Nem több, mint testőr (The Sixth Position)                    | Sidney Hayers        | Babs Greyhosky | 1981. december 17. |
| 30.  | 12. | Életrajzíró életveszélyben (Ghost Writer)                     | Ray Austin           | Caroline Elias | 1981. december 24. |
| 31.  | 13. | A nagy sztori (The Jororo Kill)                               | Alan J. Levi         | Történet: Donald P. Bellisario & Reuben Leder & Andrew Schneider és Alan Sutterfield Tévéjáték: Donald P. Bellisario & Reuben Leder és Andrew Schneider | 1982. január 7.    |
| 32.  | 14. | Személyes ügy (Computer Date)                                 | Robert C. Thompson   | Babs Greyhosky | 1982. január 14.   |
| 33.  | 15. | Próbálj emlékezni (Try to Remember)                           | Mike Vejar           | Andrew Schneider és Reuben Leder | 1982. január 28.   |
| 34.  | 16. | Olasz nyaklánc (Italian Ice)                                  | Gilbert Shelton      | Donald P. Bellisario | 1982. február 4.   |
| 35.  | 17. | Futball életre-halálra (One More Summer)                      | Rod Daniel           | Történet: Reuben Leder és Del Reisman Tévéjáték: Reuben Leder                                                                                           | 1982. február 11.  |
| 36.  | 18. | Veszett fejsze nyele (Texas Lightning)                        | Mike Vejar           | Robert Hamilton | 1982. február 18.  |
| 37.  | 19. | Gyilkosság reflektorfényben (Double Jeopardy)                 | Robert Totten        | Történet: Babs Greyhosky és Reuben Leder és Bill Taub Tévéjáték: Babs Greyhosky és Reuben Leder                                                         | 1982. február 25.  |
| 38.  | 20. | A múlt árnyéka (The Last Page)                                | Alan J. Levi         | Andrew Schneider | 1982. március 4.   |
| 39.  | 21. | Az Elmo Ziller-sztori (The Elmo Ziller Story)                 | Mike Vejar           | Robert Hamilton | 1982. március 25.  |
| 40.  | 22. | Három mínusz kettő (Three Minus Two)                          | Sidney Hayers        | Robert Van Scoyk | 1982. április 1.   |

## 3. évad (1982-1983)
| Sor. | Év. | Cím                                                                  | Rendező           | Író                                                                | Premier              |
| ---- | --- | -------------------------------------------------------------------- | ----------------- | ------------------------------------------------------------------ | -------------------- |
| 41.  | 1.  | Látta ma felkelni a napot? 1. rész (Did You See the Sunrise? Part 1) | Ray Austin        | Donald P. Bellisario                                               | 1982. szeptember 30. |
| 42.  | 2.  | Látta ma felkelni a napot? 2. rész (Did You See the Sunrise? Part 2) | Ray Austin        | Donald P. Bellisario                                               | 1982. szeptember 30. |
| 43.  | 3.  | Mérgek istene (Ki'i's Don't Lie)                                     | Lawrence Doheny   | Bob Shayne & Philip DeGuere                                        | 1982. október 7.     |
| 44.  | 4.  | A falu nyolcadik része (The Eighth Part of the Village)              | James Frawley     | George Geiger                                                      | 1982. október 14.    |
| 45.  | 5.  | Szöktetés (Past Tense)                                               | Michael O'Herlihy | Reuben Leder                                                       | 1982. október 21.    |
| 46.  | 6.  | Telihold (Black on White)                                            | Alan J. Levi      | Donald P. Bellisario                                               | 1982. október 28.    |
| 47.  | 7.  | Freud után szabadon (Flashback)                                      | Ivan Dixon        | Lance Madrid III                                                   | 1982. november 4.    |
| 48.  | 8.  | Halálos csörte (Foiled Again)                                        | Michael Vejar     | Tom Greene                                                         | 1982. november 11.   |
| 49.  | 9.  | Mr. Fehér Halál (Mr. White Death)                                    | Jeff Hayden       | Reuben Leder                                                       | 1982. november 18.   |
| 50.  | 10. | Vegyespáros (Mixed Doubles)                                          | Burt Kennedy      | Robert W. Gilmer és Reuben Leder                                   | 1982. december 2.    |
| 51.  | 11. | Egy tengerész becsülete (Almost Home)                                | Ivan Dixon        | Történet: Alan Cassidy Tévéjáték: Alan Cassidy és Robert W. Gilmer | 1982. december 9.    |
| 52.  | 12. | Ne add fel, doktornő! (Heal Thyself)                                 | Leo Penn          | Robert W. Gilmer                                                   | 1982. december 16.   |
| 53.  | 13. | Rossz vicc (Of Sound Mind)                                           | Mike Vejar        | Andrew Schneider                                                   | 1983. január 6.      |
| 54.  | 14. | Vaktában kilőtt nyíl (The Arrow That Is Not Aimed)                   | James Frawley     | Miyoko Hensley és Steven Hensley                                   | 1983. január 27.     |
| 55.  | 15. | Nem a győzelem a fontos (Basket Case)                                | Ivan Dixon        | Julie Friedgen                                                     | 1983. február 3.     |
| 56.  | 16. | Budapesti madarász (Birdman of Budapest)                             | Mike Vejar        | Louis F. Vipperman                                                 | 1983. február 10.    |
| 57.  | 17. | Esküszöm? (I Do?)                                                    | Ivan Dixon        | Robert W. Gilmer                                                   | 1983. február 17.    |
| 58.  | 18. | Negyven évvel Sand Island után (Forty Years from Sand Island)        | Mike Vejar        | Rogers Turrentine & Robert W. Gilmer és Reuben Leder               | 1983. február 24.    |
| 59.  | 19. | Örökség egy baráttól (Legacy from a Friend)                          | Stuart Margolin   | Robert Hamilton                                                    | 1983. március 10.    |
| 60.  | 20. | A pilóta kicsit lökött (Two Birds of a Feather)                      | Virgil W. Vogel   | Donald P. Bellisario                                               | 1983. március 17.    |
| 61.  | 21. | Egy mázsa hiszékenység (...By Its Cover)                             | Mike Vejar        | Rogers Turrentine & Donald P. Bellisario és Robert W. Gilmer       | 1983. március 31.    |
| 62.  | 22. | Nagy csapás (The Big Blow)                                           | Alan J. Levi      | Reuben Leder                                                       | 1983. április 7.     |
| 63.  | 23. | Ördög és pokol (Faith and Begorrah)                                  | Virgil W. Vogel   | Donald P. Bellisario                                               | 1983. április 28.    |

## 4. évad (1983-1984)
| Sor. | Év. | Cím                                                        | Rendező              | Író                                                                             | Premier              |
| ---- | --- | ---------------------------------------------------------- | -------------------- | ------------------------------------------------------------------------------- | -------------------- |
| 64.  | 1.  | Haza a tengerről (Home from the Sea)                       | Harvey S. Laidman    | Donald P. Bellisario                                                            | 1983. szeptember 29. |
| 65.  | 2.  | A kolléga (Luther Gillis: File #521)                       | Virgil W. Vogel      | Reuben Leder                                                                    | 1983. október 6.     |
| 66.  | 3.  | Kicsi a bors, de erős (Smaller Than Life)                  | Alan J. Levi         | J. Rickley Dumm                                                                 | 1983. október 13.    |
| 67.  | 4.  | Közeli rokon (Distant Relative)                            | Virgil W. Vogel      | Nick Thiel                                                                      | 1983. október 20.    |
| 68.  | 5.  | Kudarcok és sikerek (Limited Engagement)                   | Harvey S. Laidman    | Történet: Stephen Katz és Richard Yalem Tévéjáték: Richard Yalem és Jay Huguely | 1983. november 3.    |
| 69.  | 6.  | Levél a hercegnőnek (Letter to a Duchess)                  | Bernard L. Kowalski  | Robert Hamilton                                                                 | 1983. november 10.   |
| 70.  | 7.  | Szoros küzdelem (Squeeze Play)                             | Harry Falk           | Reuben Leder                                                                    | 1983. november 17.   |
| 71.  | 8.  | Adós, fizess! (A Sense of Debt)                            | Ivan Dixon           | Jay Huguely                                                                     | 1983. december 1.    |
| 72.  | 9.  | Az élő legenda (The Look)                                  | Harry Falk           | Louis F. Vipperman                                                              | 1983. december 8.    |
| 73.  | 10. | A "Csendes éj" hadművelet (Operation: Silent Night)        | Mike Vejar           | Chris Abbott-Fish és Reuben Leder                                               | 1983. december 15.   |
| 74.  | 11. | Menedékjog (Jororo Farewell)                               | Ivan Dixon           | Történet: Fay Nakagawara Tévéjáték: Reuben Leder                                | 1984. január 5.      |
| 75.  | 12. | Lassan gyógyuló sebek (The Case of the Red-Faced Thespian) | Ivan Dixon           | Robert Hamilton                                                                 | 1984. január 19.     |
| 76.  | 13. | Mire való egy barát (No More Mr. Nice Guy)                 | Mike Vejar           | Történet: Robert W. Gilmer Tévéjáték: Nick Thiel                                | 1984. január 26.     |
| 77.  | 14. | Rembrandt lánya (Rembrandt's Girl)                         | James Frawley        | Chris Abbott-Fish                                                               | 1984. február 2.     |
| 78.  | 15. | Szomorú paradicsom (Paradise Blues)                        | Bernard L. Kowalski  | Történet: Chris Abbott-Fish és Chas. Floyd Johnson Tévéjáték: Chris Abbott-Fish | 1984. február 9.     |
| 79.  | 16. | A kolléga visszatér (The Return of Luther Gillis)          | John Llewellyn Moxey | Reuben Leder                                                                    | 1984. február 16.    |
| 80.  | 17. | A Sárkánytársaság bűne (Let the Punishment Fit the Crime)  | Bernard L. Kowalski  | Robert Hamilton                                                                 | 1984. február 23.    |
| 81.  | 18. | Az utolsó Sherlock Holmes (Holmes Is Where the Heart Is)   | John Llewellyn Moxey | Judy Burns és Jay Huguely                                                       | 1984. március 8.     |
| 82.  | 19. | Utókezelés (On Face Value)                                 | Harry S. Laidman     | Nick Thiel                                                                      | 1984. március 15.    |
| 83.  | 20. | Álmok és remények (Dream a Little Dream)                   | Roger E. Mosley      | Reuben Leder                                                                    | 1984. március 29.    |
| 84.  | 21. | Tökéletes tanúk (I Witness)                                | John Llewellyn Moxey | Chris Abbott-Fish és Reuben Leder                                               | 1984. május 3.       |

## 5. évad (1984-1985)
| Sor. | Év. | Cím                                                   | Rendező                | Író                                                                                 | Premier              |
| ---- | --- | ----------------------------------------------------- | ---------------------- | ----------------------------------------------------------------------------------- | -------------------- |
| 85.  | 1.  | A múlt árnyai 1. rész (Echoes of the Mind: Part 1)    | Georg Stanford Brown   | Donald P. Bellisario                                                                | 1984. szeptember 27. |
| 86.  | 2.  | A múlt árnyai 2. rész (Echoes of the Mind: Part 2)    | Georg Stanford Brown   | Donald P. Bellisario                                                                | 1984. október 4.     |
| 87.  | 3.  | A kísértet (Mac's Back)                               | Alan J. Levi           | Donald P. Bellisario                                                                | 1984. október 11.    |
| 88.  | 4.  | A bankrabló öröksége (The Legacy of Garwood Huddle)   | Vincent McEveety       | Richard Yalem                                                                       | 1984. október 18.    |
| 89.  | 5.  | Csak semmi izgalom (Under World)                      | Ivan Dixon             | Reuben Leder                                                                        | 1984. október 25.    |
| 90.  | 6.  | Töredékek (Fragments)                                 | David Hemmings         | Történet: Nick Thiel és David Chomsky Tévéjáték: Nick Thiel és Donald P. Bellisario | 1984. november 1.    |
| 91.  | 7.  | Az igazság vak (Blind Justice)                        | Russ Mayberry          | Chris Abbott-Fish                                                                   | 1984. november 8.    |
| 92.  | 8.  | Nyomozóiskola (Murder 101)                            | Ivan Dixon             | Rogers Turrentine                                                                   | 1984. november 15.   |
| 93.  | 9.  | Egy fiú Vietnamból (Tran Quoc Jones)                  | Russ Mayberry          | Chris Abbott-Fish                                                                   | 1984. november 29.   |
| 94.  | 10. | A kolléga közbelép (Luther Gillis: File #001)         | Ivan Dixon             | Reuben Leder                                                                        | 1984. december 6.    |
| 95.  | 11. | Sabre csókja (Kiss of the Sabre)                      | John Patterson         | Jay Huguely                                                                         | 1984. december 13.   |
| 96.  | 12. | Aprócska játékok (Little Games)                       | Arthur Allan Seidelman | Deborah M. Pratt                                                                    | 1985. január 3.      |
| 97.  | 13. | Higgins tanítványa (Professor Jonathan Higgins)       | Peter Medak            | Történet: Mary Lee Gaylor Tévéjáték: Jay Huguely                                    | 1985. január 10.     |
| 98.  | 14. | Királyfi fehér lovon (Compulsion)                     | David Hemmings         | Chris Abbott-Fish                                                                   | 1985. január 24.     |
| 99.  | 15. | Mindenki egyért 1. rész (All for One: Part 1)         | Mike Vejar             | Reuben Leder                                                                        | 1985. január 31.     |
| 100. | 16. | Mindenki egyért 2. rész (All for One: Part 2)         | Mike Vejar             | Reuben Leder                                                                        | 1985. február 7.     |
| 101. | 17. | Nagy kockázat, kis nyereség (The Love-for-Sale Boat)  | Ray Austin             | J. Miyoko Hensley és Steven Hensley                                                 | 1985. február 14.    |
| 102. | 18. | Öt elveszett dal (Let Me Hear the Music)              | David Hemmings         | Jay Huguely                                                                         | 1985. február 21.    |
| 103. | 19. | Az eltűnt férj (Ms. Jones)                            | Ray Austin             | Phil Combest                                                                        | 1985. március 7.     |
| 104. | 20. | Egy férfi Marseille-ből (The Man from Marseilles)     | John Llewellyn Moxey   | Reuben Leder                                                                        | 1985. március 14.    |
| 105. | 21. | Az elrabolt tóra (Torah, Torah, Torah)                | Leo Penn               | Martin Sage és Sybil Alderman                                                       | 1985. március 28.    |
| 106. | 22. | Az elveszett táncosnő (A Pretty Good Dancing Chicken) | Bernard L. Kowalski    | Történet: Joe Gores és Anthony Pellicano Tévéjáték: Jay Huguely és Joe Gores        | 1985. április 4.     |

## 6. évad (1985-1986)
| Sor. | Év. | Cím | Rendező                | Író                                                                              | Premier              |
| ---- | --- | --- | ---------------------- | -------------------------------------------------------------------------------- | -------------------- |
| 107. | 1.  | Kísértethistória 1. rész (Déjà Vu Part 1) | Russ Mayberry          | Történet: Donald P. Bellisario és Chris Abbott-Fish Tévéjáték: Chris Abbott-Fish | 1985. szeptember 26. |
| 108. | 2.  | Kísértethistória 2. rész (Déjà Vu Part 2) | Russ Mayberry          | Történet: Donald P. Bellisario és Chris Abbott-Fish Tévéjáték: Chris Abbott-Fish | 1985. szeptember 26. |
| 109. | 3.  | Állatok és emberek (Old Acquaintance) | Ivan Dixon             | Jill Sherman Donner                                                              | 1985. október 3.     |
| 110. | 4.  | Vihar előtt (The Kona Winds) | Jerry Jameson          | Chris Abbott-Fish                                                                | 1985. október 10.    |
| 111. | 5.  | A szálloda detektívje (The Hotel Dick) | Douglas Heyes          | Reuben Leder                                                                     | 1985. október 17.    |
| 112. | 6.  | Az élet megy tovább (Round and Around) | Reuben Leder           | Reuben Leder                                                                     | 1985. október 24.    |
| 113. | 7.  | Hazatérés (Going Home) | Harry Harris           | Történet: Gene Donalds Tévéjáték: Chris Abbott-Fish                              | 1985. október 31.    |
| 114. | 8.  | Csipetnyi vadnyugat (Paniolo) | Russ Mayberry          | Jay Huguely                                                                      | 1985. november 7.    |
| 115. | 9.  | Kincskeresők (The Treasure of Kalaniopu'u) | Ivan Dixon             | Reuben Leder                                                                     | 1985. november 14.   |
| 116. | 10. | Egyenruhában (Blood and Honor) | Mike Vejar             | Phil Combest                                                                     | 1985. december 5.    |
| 117. | 11. | Mélységi mámor (Rapture) | Russ Mayberry          | Bruce Cervi                                                                      | 1985. december 12.   |
| 118. | 12. | Vándorcirkusz (I Never Wanted to Go to France, Anyway)                                                                                                | Arthur Allan Seidelman | Reuben Leder                                                                     | 1986. január 2.      |
| 119. | 13. | Higgins akadémiája (Summer School) | Russ Mayberry          | Bruce Cervi                                                                      | 1986. január 9.      |
| 120. | 14. | A kancellár üzenete (Mad Dogs and Englishmen) | Virgil W. Vogel        | Jay Huguely                                                                      | 1986. január 23.     |
| 121. | 15. | Mindenki a fedélzetre (All Thieves on Deck) | Jerry Jameson          | Reuben Leder                                                                     | 1986. január 30.     |
| 122. | 16. | A rejtelmes sziget (This Island Isn't Big Enough....)                                                                                                 | Leo Penn               | Történet: Chris Abbott-Fish és Reuben Leder Tévéjáték: Chris Abbott-Fish         | 1986. február 13.    |
| 123. | 17. | Csalétek (Way of the Stalking Horse) | John Llewellyn Moxey   | Bruce Cervi                                                                      | 1986. február 20.    |
| 124. | 18. | Szivárvány (Find Me a Rainbow) | Rick Weaver            | Jill Sherman Donner                                                              | 1986. március 13.    |
| 125. | 19. | Ki ez a Don Luis Higgins és miért tesz velem ilyen szörnyű dolgokat? (Who Is Don Luis Higgins... ...and Why Is He Doing These Terrible Things to Me?) | John Llewellyn Moxey   | Jay Huguely                                                                      | 1986. március 20.    |
| 126. | 20. | Egy csipet mázli, egy csipet pech (A Little Bit of Luck... A Little Bit of Grief)                                                                     | Ray Austin             | Reuben Leder                                                                     | 1986. április 3.     |
| 127. | 21. | Ablakok a világra (Photo Play) | Burt Brinckerhoff      | Történet: Chas. Floyd Johnson Tévéjáték: Bruce Cervi                             | 1986. április 10.    |

## 7. évad (1986-1987)
| Sor. | Év. | Cím                                                 | Rendező             | Író | Premier            |
| ---- | --- | --------------------------------------------------- | ------------------- | --- | ------------------ |
| 128. | 1.  | Amerikai álom 1. rész (L.A. Part 1)                 | Alan J. Levi        | Chris Abbott-Fish                                                                                      | 1986. október 1.   |
| 129. | 2.  | Amerikai álom 2. rész (L.A. Part 2)                 | Alan J. Levi        | Chris Abbott-Fish                                                                                      | 1986. október 1.   |
| 130. | 3.  | Bájos szemtanú (One Picture Is Worth)               | Ray Austin          | James L. Novak                                                                                         | 1986. október 8.   |
| 131. | 4.  | Csak egyenesen (Straight and Narrow)                | Harry Harris        | Reuben Leder                                                                                           | 1986. október 15.  |
| 132. | 5.  | A kollégák visszatérnek (A.A.P.I.)                  | Russ Mayberry       | Reuben Leder                                                                                           | 1986. október 22.  |
| 133. | 6.  | Gyilkos versek (Death and Taxes)                    | Alan J. Levi        | Bruce Cervi                                                                                            | 1986. október 29.  |
| 134. | 7.  | Kinek a lánya? (Little Girl Who)                    | Ray Austin          | Deborah M. Pratt                                                                                       | 1986. november 5.  |
| 135. | 8.  | Játékháború (Paper War)                             | Tony Wharmby        | Jay Huguely                                                                                            | 1986. november 12. |
| 136. | 9.  | Hölgykoszorú (Novel Connection)                     | Harry Harris        | Jay Huguely                                                                                            | 1986. november 19. |
| 137. | 10. | A tiltott sziget (Kapu)                             | Ivan Dixon          | Deborah Dean Davis                                                                                     | 1986. november 26. |
| 138. | 11. | Gyermekrablás a repülőtéren (Missing Melody)        | Harvey Laidman      | Roger E. Mosley és Cal Wilson                                                                          | 1986. december 3.  |
| 139. | 12. | A virágok halála (Death of the Flowers)             | Jerry Jameson       | Maryann Kasica és Michael Scheff                                                                       | 1986. december 10. |
| 140. | 13. | Túlélőtábor (Autumn Warrior)                        | Tony Wharmby        | Jay Huguely                                                                                            | 1986. december 17. |
| 141. | 14. | Gyilkosság éjjel (Murder by Night)                  | Russ Mayberry       | Robert Hamilton                                                                                        | 1987. január 14.   |
| 142. | 15. | Született pilóta (On the Fly)                       | Bernard L. Kowalski | Jay Huguely                                                                                            | 1987. január 21.   |
| 143. | 16. | Segítség nélkül (Solo Flight)                       | John C. Flinn III   | Jay Huguely                                                                                            | 1987. február 4.   |
| 144. | 17. | Boldog születésnap (Forty)                          | Russ Mayberry       | Bruce Cervi                                                                                            | 1987. február 11.  |
| 145. | 18. | Laura (Laura)                                       | Alan J. Levi        | Chris Abbott-Fish                                                                                      | 1987. február 25.  |
| 146. | 19. | Nincs szinkronban (Out of Sync)                     | Joan Darling        | Jay Huguely                                                                                            | 1987. március 11.  |
| 147. | 20. | Csodálatos nagynéni (The Aunt Who Came to Dinner)   | Russ Mayberry       | Chris Abbott-Fish                                                                                      | 1987. március 18.  |
| 148. | 21. | Gyilkosság vádjával (The People vs. Orville Wright) | Burt Brinckerhoff   | Bruce Cervi                                                                                            | 1987. április 1.   |
| 149. | 22. | Éppen a határon (Limbo)                             | Jackie Cooper       | Történet: Tom Selleck és Chas. Floyd Johnson Tévéjáték: Jay Huguely & Bruce Cervi és Chris Abbott-Fish | 1987. április 15.  |

## 8. évad (1987-1988)
| Sor. | Év. | Cím                                                                     | Rendező           | Író                               | Premier            |
| ---- | --- | ----------------------------------------------------------------------- | ----------------- | --------------------------------- | ------------------ |
| 150. | 1.  | Örökkévalóság és lekváros fánk (Infinity and Jelly Doughnuts)           | John C. Flinn III | Chris Abbott                      | 1987. október 7.   |
| 151. | 2.  | Különös változások (Pleasure Principle)                                 | Corey Allen       | Jay Huguely                       | 1987. október 14.  |
| 152. | 3.  | Az új partner (Innocence... A Broad)                                    | Harry Harris      | Steven A. Miller                  | 1987. október 28.  |
| 153. | 4.  | Tigrisek előre (Tigers Fan)                                             | Harry Harris      | Bruce Cervi                       | 1987. november 4.  |
| 154. | 5.  | A végzet hatalma (Forever in Time)                                      | Jackie Cooper     | Kimmer Ringwald                   | 1987. november 11. |
| 155. | 6.  | Anyák és lányok (The Love That Lies)                                    | Ray Danton        | Jeri Taylor                       | 1987. november 18. |
| 156. | 7.  | Az eltűnt végrendelet (A Girl Named Sue)                                | Russ Mayberry     | Steven A. Miller                  | 1988. január 13.   |
| 157. | 8.  | Levél egy kislánynak (Unfinished Business)                              | Russ Mayberry     | Chris Abbott és Jeri Taylor       | 1988. január 20.   |
| 158. | 9.  | A "nagy hawaii kaland" vállalat (The Great Hawaiian Adventure Company)  | Ray Danton        | Jeri Taylor                       | 1988. január 27.   |
| 159. | 10. | Az elveszett tekercs fosztogatói (Legend of the Lost Art)               | Burt Brinckerhoff | Jay Huguely                       | 1988. február 10.  |
| 160. | 11. | A kolléga nyaral (Transitions)                                          | Harry Harris      | Chris Abbott                      | 1988. február 17.  |
| 161. | 12. | Holtomiglan-holtodiglan - Az utolsó szerep 1. rész (Resolutions Part 1) | Burt Brinckerhoff | Stephen A. Miller és Chris Abbott | 1988. május 1.     |
| 162. | 13. | Holtomiglan-holtodiglan - Az utolsó szerep 2. rész (Resolutions Part 2) | Burt Brinckerhoff | Stephen A. Miller és Chris Abbott | 1988. május 1.     |